# François de Coëtlogon
Pour les autres membres de la famille, voir Famille de Coëtlogon.
François de Coëtlogon, né à Rennes le 3 juin 1631, mort à Quimper le 6 novembre 1706, est un religieux français. Il est coadjuteur en 1666 puis évêque de Cornouaille de 1668 à 1706.

## Biographie

### Origines et famille
Issu d'une illustre famille bretonne, il est le fils de Louis de Coëtlogon, vicomte de Méjusseaume et de Louise Le Meneust de Bréquigny. Son frère, Alain Emmanuel de Coëtlogon deviendra maréchal de France en 1730.

### Évêque de Cornouaille (1668-1706)
Après la promotion épiscopal de François de Visdelou, il est désigné le 1 mars 1666 comme le second coadjuteur de l'évêque René du Louët et nommé comme son prédécesseur évêque titulaire de Madaure. Il est consacré comme tel le 18 avril 1666 et il succède sur le siège épiscopal de Cornouaille le 16 février 1668.
François de Coëtlogon fonde, en 1669, un séminaire sur la colline de Creac'h Euzen. Il soutient activement les missions des pères jésuites. Il enrichit le patrimoine épiscopal, à Lanniron, par l'aménagement d'une orangerie, la construction d'un canal et le dessin de somptueux jardins, les plus beaux de la Cornouaille.
En 1699, il fait partie de l'assemblée des prélats réunis à Tours qui condamnèrent le livre de Fénelon, alors archevêque de Cambrai, intitulé Explication des maximes des saints sur la vie intérieure.
II meurt à Quimper le 6 novembre 1706. Il est inhumé dans son église sous une pyramide de marbre sur laquelle est gravée l'inscription suivante:
« Hic jacet Illustrissimus & Reverendissimus D. D. Franciscus de Coetlogon natus tertio Junii 1631. Episcopus Madaurensis Illustrissimi & Reverendissimi D. D. Renati du Loüet Episcopi Cornubiensis Coadjutor inauguratus 18. Aprilis 1666. Mox in ejusdem praesulis locum suffectus est 1668. Ecclesiam Cornubiensem in proprium decus, in privatum familie nobilis honorem, in publicam Diœceseos & totius Armoricæ utilitatem, ad majorem Dei gloriam, domibus asceticis, Xenodochiis, Seminario Clericorum instauratis, virorum Apostolicorum laboribus, munificentia & exemplo adjutis, annos 41 & aroplius mitissime rexit. Obiit sexto Novembris 1706.
Memento, Domine, David, & omnis mansuetudinis ejus. »

## Littérature
C'est l'histoire d'une mésaventure qui lui advînt en arrivant à Quimper, son carrosse s'étant embourbé, qui a inspiré à Jean de La Fontaine la fable du chartier embourbé (1706).

## Sources et bibliographie
- Pierre-Hyacinthe Morice (dir.), Histoire ecclésiastique et civile de Bretagne sur Google Livres, p. 29
- Henri Waquet, Un prélat amateur des jardins. François de Coetlogon, évêque de Quimper (1668-1706), Impr. Mme Chavet-Bargain, (1921 Consultable en ligne)